# Список депутатів Європейського парламенту (2014-2019)

## Австрія(18 депутатів)
Австрійська народна партія (нім. Österreichische Volkspartei)
- Heinz K. Becker
- Отмар Карас
- Elisabeth Köstinger
- Paul Rübig
- Claudia Schmidt

Соціал-демократична партія Австрії (нім. Sozialdemokratische Partei Österreichs)
- Eugen Freund
- Karin Kadenbach
- Jörg Leichtfried
- Evelyn Regner
- Josef Weidenholzer

Австрійська партія свободи (нім. Freiheitliche Partei Österreichs)
- Barbara Kappel
- Georg Mayer
- Franz Obermayr
- Harald Vilimsky

Партія Зелених (нім. Die Grünen - Die Grüne Alternative)
- Ulrike Lunacek
- Michel Reimon
- Monika Vana

Нова Австрія (нім. NEOS – Das Neue Österreich)
- Angelika Mlinar

## Бельгія(21 депутат)
Новий фламандський альянс (нід. Nieuw-Vlaamse Alliantie)
- Mark Demesmaeker
- Louis Ide
- Johan Van Overtveldt
- Helga Stevens

Реформаторський рух (фр. Mouvement Réformateur)
- Gérard Deprez
- Луї Мішель
- Frédérique Ries

Відкриті фламандські ліберали і демократи (нід. Open Vlaamse Liberalen en Democraten)
- Philippe De Backer
- Annemie Neyts-Uyttebroeck
- Гі Вергофстадт

Соціалістична партія (фр. Parti Socialiste)
- Marie Arena
- Hugues Bayet
- Марк Тарабелла

Християнські демократи і фламандці (нід. Christen-Democratisch en Vlaams)
- Ivo Belet
- Маріанна Тіссен

Гуманістичний демократичний центр (нід. Centre Démocrate Humaniste)
- Claude Rolin

Християнсько-соціальна партія (нім. Christlich-soziale Partei)
- Pascal Arimont

Союз екологів за організацію оригінальної боротьби (фр. Ecologistes Confédérés pour l'Organisation de Luttes Originales)
- Philippe Lamberts

Зелені (нід. Groen!)
- Bart Staes

Соціалістична партія — інші (нід. Socialistische Partij Anders)
- Kathleen Van Brempt

Фламандський інтерес (нід. Vlaams Belang)
- Gerolf Annemans

## Болгарія(17 депутатів)
Громадяни за європейський розвиток Болгарії (болг. Граждани за европейско развитие на България)
- Марія Габрієл
- Томіслав Дончев
- Андрей Ковачев
- Ева Паунова
- Емил Радев
- Владимир Уручев

Болгарська соціалістична партія (болг. Българска социалистическа партия)
- Илияна Йотова
- Момчил Неков
- Георги Пирински
- Сергій Станішев

Рух за права і свободи (болг. Движение за права и свободи)
- Неджми Али
- Илхан Кючюк
- Искра Михайлова
- Филиз Хюсменова

 Болгарія без цензури (болг. България без цензура)
- Николай Бареков

 Внутрішня македонська революційна організація — Болгарський національний рух (болг. Вътрешна македонска революционна организация - Българско национално движение)
- Ангел Джамбазки

Демократи за сильну Болгарію (болг. Демократи за силна България)
- Светослав Малинов

## Велика Британія(73 депутати)
Партія незалежності Сполученого Королівства (англ. United Kingdom Independence Party)
| - Stuart Agnew - Tim Aker - Jonathan Arnott - Janice Atkinson - Amjad Bashir - Gerard Batten - Louise Bours - James Carver | - David Coburn - Jane Collins - William (The Earl of) Dartmouth - Bill Etheridge - Найджел Фарадж - Raymond Finch - Nathan Gill - Roger Helmer | - Mike Hookem - Diane James - Paul Nuttall - Patrick O'Flynn - Margot Parker - Julia Reid - Jill Seymour - Steven Woolfe |

Лейбористська партія (англ. Labour Party)
| - Lucy Anderson - Paul Brannen - Richard Corbett - Seb Dance - Anneliese Dodds - Neena Gill - Theresa Griffin | - Mary Honeyball - Richard Howitt - Afzal Khan - Jude Kirton-Darling - Linda McAvan - David Martin - Clare Moody | - Claude Moraes - Siôn Simon - Catherine Stihler - Derek Vaughan - Julie Ward - Glenis Willmott |

Консервативна партія (англ. Conservative Party)
| - Richard Ashworth - Philip Bradbourn - David Campbell Bannerman - Nirj Deva - Ian Duncan - Vicky Ford - Jacqueline Foster | - Ashley Fox - Julie Girling - Daniel Hannan - Syed Kamall - Sajjad Karim - Timothy Kirkhope | - Andrew Lewer - Emma McClarkin - Anthea McIntyre - Kay Swinburne - Чарльз Теннок - Geoffrey Van Orden |

Зелена партія (англ. Green Party)
- Jean Lambert
- Molly Scott Cato
- Keith Taylor

Шотландська національна партія (англ. Scottish National Party)
- Ian Hudghton
- Alyn Smith

Демократична юніоністська партія (англ. Democratic Unionist Party)
- Diane Dodds

Ліберальні демократи (англ. Liberal Democrats)
- Catherine Bearder

Плайд Кемри — Партія Уєльсу (валл. Plaid Cymru, англ. Party of Wales)
- Jill Evans

Шинн Фейн («Самі по собі») (ірл. Sinn Féin)
- Martina Anderson

Юніоністська партія Ольстера (англ. Ulster Unionist Party)
- Jim Nicholson

## Греція(21 депутат)
Коаліція радикальних лівих (грец. Συνασπισμός Ριζοσπαστικής Αριστεράς)
- Kostas Chrysogonos
- Маноліс Глезос
- Georgios Katrougkalos
- Константіна Кунєва
- Dimitrios Papadimoulis
- Sofia Sakorafa

Нова демократія (грец. Νέα Δημοκρατία)
- Manolis Kefalogiannis
- Georgios Kyrtsos
- Maria Spyraki
- Elissavet Vozemberg
- Theodoros Zagorakis

Золотий світанок (грец. Χρυσή Αυγή)
- Georgios Epitidios
- Lámbros Foundoúlis
- Eleftherios Synadinos

Комуністична партія Греції (грец. Κομμουνιστικό Κόμμα Ελλάδας)
- Konstantinos Papadakis
- Sotirios Zarianopoulos

Загальногрецький соціалістичний рух (грец. Πανελλήνιο Σοσιαλιστικό Κίνημα)
- Nikos Andrulakis
- Єва Кайлі

Ріка (грец. Το Ποτάμι)
- Giorgos Grammatikakis
- Miltiadis Kyrkos

Незалежні греки (грец. Ανεξάρτητοι Έλληνες)
- Notis Marias

## Данія(13 депутатів)
Данська народна партія (дан. Dansk Folkeparti)
- Jørn Dohrmann
- Rikke Karlsson
- Morten Messerschmidt
- Anders Primdahl Vistisen

Соціал-демократи (дан. Socialdemokratiet)
- Ole Christensen
- Jeppe Kofod
- Christel Schaldemose

Венстре ("Ліві") (дан. Venstre)
- Jens Rohde
- Улла Торнаес

Консервативна народна партія(дан. Det Konservative Folkeparti)
- Bendt Bendtsen

Радикальна Венстре (дан. Det Radikale Venstre)
- Morten Helveg Petersen

Народний рух проти ЄС (дан. Folkebevægelsen mod EU)
- Rina Ronja Kari

Соціалістична народна партія (дан. Socialistisk Folkeparti)
- Margrete Auken

## Естонія(6 депутатів)
Партія реформ Естонії (ест. Eesti Reformierakond)
- Кая Каллас
- Урмас Пает

Центристська партія (ест. Eesti Keskerakond)
- Yana Toom

Союз Вітчизни і Res Publica (ест. Erakond Isamaa ja Res Publica Liit)
- Тунне Келам

Соціал-демократична партія Естонії (ест. Sotsiaaldemokraatlik Erakond)
- Мар'ю Лаурістін

Партія незалежності (ест. Sõltumatu)
- Indrek Tarand

## Ірландія(11 депутатів)
Фіне Гел (ірл. Fine Gael)
- Deirdre Clune
- Brian Hayes
- Seán Kelly
- Mairead McGuinness

Шинн Фейн ("Самі по собі") (ірл. Sinn Féin)
- Lynn Boylan
- Matt Carthy
- Liadh Ní Riada

Фіанна Файл ("Солдати долі") (ірл. Fianna Fáil)
- Brian Crowley

Незалежні
- Nessa Childers
- Luke Ming Flanagan
- Marian Harkin

## Іспанія(54 депутати)
Народна партія (ісп. Partido Popular)
| - Pilar Ayuso González - Пілар дель Кастільо - Agustín Díaz de Mera García-Consuegra - Rosa Estaràs Ferragut - Santiago Fisas Ayxelá - Esteban González Pons - Luis de Grandes - Esther Herranz García | - Carlos Iturgaiz - Teresa Jiménez-Becerril - Verónica Lope Fontagne - Антоніо Лопес-Істуріс Вайт - Gabriel Mato Adrover - Francisco Millán Mon - Ramón Luis Valcárcel - Pablo Zalba Bidegain |

Іспанська соціалістична робітнича партія (ісп. Partido Socialista Obrero Español)
| - Clara Aguilera García - Inés Ayala - José Blanco - Soledad Cabezón Ruiz - Jonás Fernández - Iratxe García - Eider Gardiazábal Rubial | - Enrique Guerrero Salom - Sergio Gutiérrez Prieto - Ramón Jáuregui - Juan Fernando López Aguilar - Inmaculada Rodríguez-Piñero - Елена Валенціано |

Подемос ("Ми можемо") (ісп. Podemos)
- Pablo Echenique-Robba
- Tania González Peñas
- Pablo Iglesias Turrión
- Teresa Rodríguez
- Lola Sánchez

 Об'єднані ліві (ісп. Izquierda Unida)
- Marina Albiol
- Javier Couso Permuy
- Paloma López Bermejo
- Ángela Vallina

 Союз, прогрес і демократія (ісп. Unión, Progreso y Democracia)
- Beatriz Becerra Basterrechea
- Enrique Calvet Chambón
- Fernando Maura
- Maite Pagazaurtundúa

Громадяни — Громадянська партія (ісп. Ciudadanos – Partido de la Ciudadanía)
- Juan Carlos Girauta
- Javier Nart

 Галісійські альтернативні ліві (ісп. Alternativa galega de esquerda en Europa)
- Lidia Senra

 Коаліція компромісу (ісп. Coalició Compromís)
- Jordi Sebastià

Демократична конвергенція Каталонії (ісп. Convergència Democràtica de Catalunya)
- Ramon Tremosa

Республіканська лівиця Каталонії (ісп. Esquerra Republicana de Catalunya)
- Josep Maria Terricabras

 Об'єднання баскської країни (ісп. Euskal Herria Bildu)
- Josu Juaristi

Ініціатива за Каталонію — Зелені (ісп. Iniciativa per Catalunya Verds)
- Ernest Urtasun

 Нові каталонські ліві (ісп. Nova Esquerra Catalana)
- Ernest Maragall

Баскійська націоналістична партія (ісп. Partido Nacionalista Vasco)
- Izaskun Bilbao

Соціалістична партія Каталонії (ісп. Partit dels Socialistes de Catalunya)
- Javi López

 Демократичне об'єднання Каталонії (ісп. Unió Democràtica de Catalunya)
- Francesc de Paula Gambús

## Італія(73 депутати)
Демократична партія (італ. Partito Democratico)
| - Brando Benifei - Goffredo Bettini - Simona Bonafé - Mercedes Bresso - Renata Briano - Nicola Caputo - Caterina Chinnici - Sergio Cofferati - Silvia Costa - Andrea Cozzolino - Nicola Danti | - Paolo De Castro - Isabella De Monte - Enrico Gasbarra - Elena Gentile - Michela Giuffrida - Roberto Gualtieri - Cécile Kyenge - Alessandra Moretti - Luigi Morgano - Alessia Mosca | - Antonio Panzeri - Massimo Paolucci - Pina Picierno - Джанні Піттелла - David Sassoli - Elly Schlein - Renato Soru - Patrizia Toia - Daniele Viotti - Flavio Zanonato |

Рух п'яти зірок (італ. Movimento 5 Stelle)
| - Isabella Adinolfi - Marco Affronte - Laura Agea - Daniela Aiuto - Tiziana Beghin - David Borrelli | - Fabio Massimo Castaldo - Ignazio Corrao - Rosa D'Amato - Eleonora Evi - Laura Ferrara - Giulia Moi | - Piernicola Pedicini - Даріо Тамбуррано - Marco Valli - Marco Zanni - Marco Zullo |

Вперед, Італіє (італ. Forza Italia)
| - Salvatore Cicu - Alberto Cirio - Lara Comi - Raffaele Fitto - Elisabetta Gardini - Fulvio Martusciello - Barbara Matera | - Алессандра Муссоліні - Aldo Patriciello - Salvatore Pogliese - Remo Sernagiotto - Antonio Tajani - Giovanni Toti |

Ліга Півночі (італ. Lega Nord)
- Mara Bizzotto
- Mario Borghezio
- Gianluca Buonanno
- Lorenzo Fontana
- Matteo Salvini

Список Ципраса - Інша Європа (італ. Lista Tsipras-L'Altra Europa)
- Eleonora Forenza
- Curzio Maltese
- Barbara Spinelli

Новий правий центр - Союз Центру (італ. Nuovo Centrodestra - Unione di Centro)
- Лоренцо Чеза
- Giovanni La Via
- Massimiliano Salini

Південнотірольська народна партія (нім. Südtiroler Volkspartei, італ. Partito popolare sudtirolese)
- Herbert Dorfmann

## Кіпр(6 депутатів)
Прогресивна партія трудового народу (грец. Ανορθωτικό Κόμμα Εργαζόμενου Λαού)
- Takis Hadjigeorgiou
- Neoklis Sylikiotis

Демократичне об'єднання (грец. Δημοκρατικός Συναγερμός)
- Lefteris Christoforou
- Eleni Theocharous

Демократична партія (грец. Δημοκρατικό Κόμμα)
- Costas Mavrides

Рух за соціал-демократію (грец. Κίνημα Σοσιαλδημοκρατών ΕΔΕΚ)
- Demetris Papadakis

## Латвія(8 депутатів)
Єдність (латис. Vienotība)
- Сандра Калнієте
- Krišjānis Kariņš
- Артіс Пабрікс
- Інесе Вайдере

Російський союз Латвії (латис. Latvijas Krievu savienība)
- Tatjana Ždanoka

Національна асоціація "Все для Латвії!" - " Вітчизні і свободі/ДННЛ" (латис. Nacionālā apvienība "Visu Latvijai!"-"Tēvzemei un Brīvībai/LNNK")
- Roberts Zīle

 Соціал-демократична партія «Згода» (латис. "Saskaņa" sociāldemokrātiskā partija)
- Andrejs Mamikins

Союз зелених і селян (латис. Zaļo un Zemnieku savienīb)
- Iveta Grigule

## Литва(11 депутатів)
Ліберальний рух Литовської Республіки (лит. Lietuvos Respublikos liberalų sąjūdis)
- Пятрас Ауштрявічюс
- Antanas Guoga

Соціал-демократична партія Литви (лит. Lietuvos socialdemokratų partija)
- Зіґмантас Бальчітіс
- Vilija Blinkevičiūtė

Порядок та справедливість (лит. Partija Tvarka ir teisingumas)
- Valentinas Mazuronis
- Роландас Паксас

Союз Вітчизни — Литовські християнські демократи (лит. Tėvynės sąjunga-Lietuvos krikščionys demokratai)
- Gabrielius Landsbergis
- Альгірдас Саударгас

Партія праці (лит. Darbo partija)
- Viktoras Uspaskich

Виборча акція поляків Литви (лит. Lietuvos lenkų rinkimų akcija)
- Valdemaras Tomaševskis

 Союз селян і зелених Литви (лит. Lietuvos valstiečių ir žaliųjų sąjunga)
- Bronis Ropė

## Люксембург(6 депутатів)
Християнсько-соціальна народна партія (фр. Parti chrétien social luxembourgeois)
- Georges Bach
- Frank Engel
- Вів'єн Редінг

Зелені (Люксембург) (люксемб. Déi Gréng, фр. Les Verts)
- Claude Turmes

Демократична партія (фр. Parti démocratique)
- Чарльз Геренс

Люксембурзька соціалістична робітнича партія (фр. Parti ouvrier socialiste luxembourgeois)
- Mady Delvaux

## Мальта(6 депутатів)
Лейбористська партія (мальт. Partit Laburista)
- Miriam Dalli
- Marlene Mizzi
- Альфред Сант

Націоналістична партія (мальт. Partit Nazzjonalista)
- David Casa
- Therese Comodini Cachia
- Roberta Metsola

## Нідерланди(26 депутатів)
Християнсько-демократичний заклик (нід. Christen Democratisch Appèl)
- Wim van de Camp
- Esther de Lange
- Jeroen Lenaers
- Lambert van Nistelrooij
- Annie Schreijer-Pierik

Демократи 66 (нід. Democraten 66)
- Gerben-Jan Gerbrandy
- Sophie in 't Veld
- Matthijs van Miltenburg
- Marietje Schaake

Партія свободи (нід. Partij voor de Vrijheid)
- Marcel de Graaff
- Hans Jansen
- Vicky Maeijer
- Olaf Stuger

Партія праці (нід. Partij van de Arbeid)
- Agnes Jongerius
- Каті Пірі
- Paul Tang

Народна партія за свободу і демократію (нід. Volkspartij voor Vrijheid en Democratie)
- Ганс ван Баален
- Jan Huitema
- Cora van Nieuwenhuizen

Зелені ліві (нід. GroenLinks)
- Bas Eickhout
- Judith Sargentini

Соціалістична партія (нід. Socialistische Partij)
- Dennis de Jong
- Anne-Marie Mineur

Християнський союз (нід. ChristenUnie)
- Peter van Dalen

Партія захисту тварин (нід. Partij voor de Dieren)
- Anja Hazekamp

Реформістська партія (нід. Staatkundig Gereformeerde Partij)
- Bas Belder

## Німеччина(96 депутатів)
Християнсько-демократичний союз Німеччини (нім. Christlich Demokratische Union Deutschlands)
| - Burkhard Balz - Reimer Böge - Елмар Брок - Daniel Caspary - Birgit Collin-Langen - Christian Ehler - Karl-Heinz Florenz - Michael Gahler - Jens Gieseke - Ingeborg Grässle | - Peter Jahr - Dieter-Lebrecht Koch - Werner Kuhn - Werner Langen - Peter Liese - Norbert Lins - Девід МакАллістер - Thomas Mann - Markus Pieper - Godelieve Quisthoudt-Rowohl | - Herbert Reul - Sven Schulze - Andreas Schwab - Renate Sommer - Sabine Verheyen - Axel Voss - Rainer Wieland - Hermann Winkler - Joachim Zeller |

Соціал-демократична партія Німеччини (нім. Sozialdemokratische Partei Deutschlands)
| - Udo Bullmann - Ismail Ertug - Knut Fleckenstein - Evelyne Gebhardt - Jens Geier - Matthias Groote - Iris Hoffmann - Petra Kammerevert - Sylvia-Yvonne Kaufmann | - Dietmar Köster - Constanze Krehl - Bernd Lange - Jo Leinen - Arne Lietz - Susanne Melior - Norbert Neuser - Maria Noichl - Gabriele Preuss | - Ulrike Rodust - Мартін Шульц - Joachim Schuster - Peter Simon - Birgit Sippel - Jutta Steinruck - Jakob von Weizsäcker - Martina Werner - Kerstin Westphal |

Союз 90/Зелені (нім. Bündnis 90/Die Grünen)
| - Jan Philipp Albrecht - Reinhard Bütikofer - Michael Cramer - Sven Giegold - Ребекка Гармс - Martin Häusling | - Maria Heubuch - Ска Келлер - Barbara Lochbihler - Terry Reintke - Helga Trüpel |

Альтернатива для Німеччини (нім. Alternative für Deutschland)
- Hans-Olaf Henkel
- Bernd Kölmel
- Bernd Lucke
- Marcus Pretzell
- Joachim Starbatty
- Beatrix von Storch
- Ulrike Trebesius

Ліві (нім. Die Linke)
- Fabio De Masi
- Cornelia Ernst
- Thomas Händel
- Sabine Lösing
- Martina Michels
- Helmut Scholz
- Gabriele Zimmer

Християнсько-соціальний союз Баварії (нім. Christlich-Soziale Union in Bayern)
- Albert Dess
- Маркус Фербер
- Monika Hohlmeier
- Angelika Niebler
- Манфред Вебер

Вільна демократична партія (нім. Freie Demokratische Partei)
- Alexander Graf Lambsdorff
- Gesine Meissner
- Michael Theurer

Die Partei ("Партія") (нім. Die Partei)
- Martin Sonneborn

Сімейна партія Німеччини (нім. Familien-Partei Deutschlands)
- Arne Gericke

Вільні виборці (нім. Freie Wähler)
- Ulrike Müller

Національно-демократична партія Німеччини (нім. Nationaldemokratische Partei Deutschlands)
- Udo Voigt

Екологічно-демократична партія (нім. Ökologisch-Demokratische Partei)
- Klaus Buchner

Охорона людини, навколишнього середовища та тварини (нім. Partei Mensch Umwelt Tierschutz)
- Stefan Eck

Партія піратів Німеччини (нім. Piratenpartei Deutschland)
- Julia Reda

## Польща(51 депутат)
Громадянська платформа (пол. Platforma Obywatelska)
| - Міхал Боні - Єжи Бузек - Danuta Hübner - Danuta Jazłowiecka - Agnieszka Kozłowska-Rajewicz - Barbara Kudrycka - Януш Левандовські | - Elżbieta Łukacijewska - Jan Olbrycht - Julia Pitera - Marek Plura - Dariusz Rosati - Яцек Саріуш-Вольський | - Adam Szejnfeld - Róża Maria Gräfin von Thun und Hohenstein - Jarosław Wałęsa - Bogdan Wenta - Богдан Здроєвський - Tadeusz Zwiefka |

Право і справедливість (пол. Prawo i Sprawiedliwość)
| - Ришард Чарнецький - Andrzej Duda - Анна Фотига - Beata Gosiewska - Marek Gróbarczyk - Dawid Jackiewicz | - Karol Karski - Zbigniew Kuźmiuk - Ryszard Legutko - Stanisław Ożóg - Bolesław Piecha | - Tomasz Poręba - Kazimierz Michał Ujazdowski - Jadwiga Wiśniewska - Януш Войцеховський - Kosma Złotowski |

Конгрес нових правих (пол. Kongres Nowej Prawicy)
- Robert Iwaszkiewicz
- Януш Корвін-Мікке
- Michał Marusik
- Stanisław Żółtek

Польська селянська партія (пол. Polskie Stronnictwo Ludowe)
- Andrzej Grzyb
- Krzysztof Hetman
- Jarosław Kalinowski
- Czesław Siekierski

Союз демократичних лівих сил (пол. Sojusz Lewicy Demokratycznej)
- Bogusław Liberadzki
- Krystyna Łybacka
- Януш Земке

Праві республіки (пол. Prawica Rzeczypospolitej)
- Марек Юрек

Робітничий союз (пол. Unia Pracy)
- Adam Gierek

Незалежні
- Lidia Geringer de Oedenberg
- Zdzisław Krasnodębski
- Mirosław Piotrowski

## Португалія(21 депутат)
Соціалістична партія (порт. Partido Socialista)
- Francisco Assis
- Elisa Ferreira
- Ana Gomes
- Liliana Rodrigues
- Maria João Rodrigues
- Ricardo Serrão Santos
- Pedro Silva Pereira
- Carlos Zorrinho

Соціал-демократична партія (порт. Partido Social Democrata)
- Carlos Coelho
- José Manuel Fernandes
- Cláudia Monteiro de Aguiar
- Paulo Rangel
- Sofia Ribeiro
- Fernando Ruas

 Коаліція демократичної єдності (порт. Coligação Democrática Unitária)
- João Ferreira
- Inês Zuber

Лівий блок (порт. Bloco de Esquerda)
- Marisa Matias

Соціал-демократичний центр - Народна партія (порт. Centro Democrático Social – Partido Popular)
- Nuno Melo

Комуністична партія Португалії (порт. Partido Comunista Português)
- Miguel Viegas

 Партія Землі (порт. Partido da Terra)
- José Inácio Faria

Незалежні
- António Marinho e Pinto

## Румунія(32 депутати)
Соціал-демократична партія (рум. Partidul Social Democrat)
| - Victor Boştinaru - Andi Cristea - Vasilica Dăncilă - Cătălin-Sorin Ivan - Sorin Moisă - Victor Negrescu | - Dan Nica - Іоан Мірча Пашку - Emilian Pavel - Дачіана Сирбу - Claudiu Ciprian Tănăsescu - Ana-Claudia Țapardel |

Національна ліберальна партія (рум. Partidul Naţional Liberal)
- Cristian Bușoi
- Eduard Hellvig
- Ramona Mănescu
- Норіка Ніколай
- Adina Ioana Vălean
- Renate Weber

Демократична ліберальна партія (рум. Partidul Democrat-Liberal)
- Daniel Buda
- Моніка Маковей
- Marian-Jean Marinescu
- Теодор Столожан
- Traian Ungureanu

Консервативна партія (рум. Partidul Conservator)
- Maria Grapini
- Laurențiu Rebega

Партія народного руху (рум. Partidul Mișcarea Populară)
- Siegfried Mureșan
- Крістіан Преда

Демократичний союз угорців Румунії (рум. Uniunea Democrată Maghiară din România)
- Csaba Sógor
- Iuliu Winkler

Національний союз за прогрес Румунії (рум. Uniunea Națională pentru Progresul României)
- Damian Drăghici
- Doru-Claudian Frunzulică

Незалежні
- Mircea Diaconu

## Словаччина(13 депутатів)
Курс — соціальна демократія (словац. SMER-Sociálna demokracia)
- Monika Flašíková-Beňová
- Vladimír Maňka
- Monika Smolková
- Boris Zala

Християнсько-демократичний рух (словац. Kresťanskodemokratické hnutie)
- Miroslav Mikolášik
- Anna Záborská

Словацький демократичний і християнський союз — Демократична партія (словац. Slovenská demokratická a kresťanská únia - Demokratická strana)
- Едуард Кукан
- Ivan Štefanec

Консервативні демократи Словаччини, Громадянська консервативна партія (словац. Konzervatívni demokrati Slovenska, Občianska konzervatívna strana)
- Jana Žitňanská

 Міст (словац. Most, угор. Híd)
- József Nagy

 Звичайні люди (словац. Obyčajní Ľudia)
- Branislav Škripek

 Свобода та солідарність (словац. Sloboda a Solidarita)
- Richard Sulík

 Партія угорської спільноти (словац. Strana mad'arskej komunity, угор. Magyar Közösség Pártja)
- Pál Csáky

## Словенія(8 депутатів)
Словенська народна партія (словен. Slovenska ljudska stranka)
- Franc Bogovič
- Patricija Šulin
- Romana Tomc
- Мілан Звер

Демократична партія пенсіонерів Словенії (словен. Demokratična Stranka Upokojencev Slovenij)
- Іво Вайгль

Нова Словенія — Християнська народна партія (словен. Nova Slovenija – Krščanski demokrati)
- Лойзе Петерле

Соціал-демократи (словен. Socialni demokrati)
- Таня Файон

Я вірю! Список доктора Ігоря Шолтеса (словен. Verjamem! Lista dr. Igorja Šoltesa)
- Igor Šoltes

## Угорщина(21 депутат)
Фідес — Угорський громадянський союз (угор. Fidesz-Magyar Polgári Szövetség-Keresztény Demokrata Néppárt)
| - Андрея Бочкор (Andrea Bocskor) - Andor Deli - Tamás Deutsch - Norbert Erdős - Kinga Gál - Ildikó Pelczné Gáll | - András Gyürk - Ádám Kósa - György Schöpflin - József Szájer - László Tőkés |

Йоббік ("Рух за кращу Угорщину") (угор. Jobbik Magyarországért Mozgalom)
- Zoltán Balczó
- Béla Kovács
- Krisztina Morvai

Демократична коаліція (угор. Demokratikus Koalíció)
- Csaba Molná
- Péter Niedermüller

Угорська соціалістична партія (чеськ. Magyar Szocialista Párt)
- Тібор Сані (Tibor Szanyi)
- István Ujhelyi

Разом 2014 - Діалог для Угорщини (угор. Együtt 2014 - Párbeszéd Magyarországért)
- Бенедек Явор (Benedek Jávor)

Християнсько-демократична народна партія (угор. Kereszténydemokrata Néppárt)
- György Hölvényi

Політика може бути іншою (угор. Lehet Más A Politika)
- Tamás Meszerics

## Фінляндія(13 депутатів)
Національна коаліція (фін. Kansallinen Kokoomus)
- Sirpa Pietikäinen
- Petri Sarvamaa
- Henna Virkkunen

Фінляндський центр (фін. Suomen Keskusta)
- Аннелі Яаттеенмякі
- Оллі Рен
- Paavo Väyrynen

Істинні фіни (фін. Perussuomalaiset)
- Jussi Halla-Aho
- Sampo Terho

Соціал-демократична партія Фінляндії (фін. Suomen Sosialidemokraattinen Puolue, швед. Finlands Socialdemokratiska Parti)
- Liisa Jaakonsaari
- Miapetra Kumpula-Natri

Шведська народна партія (фін. Suomen ruotsalainen kansanpuolue, фін. Svenska folkpartiet i Finland)
- Nils Torvalds

Лівий союз (фін. Vasemmistoliitto)
- Merja Kyllönen

Зелений союз (фін. Vihreä liitto)
- Гейді Гаутала

## Франція(74 депутати)
Національний фронт (фр. Front national)
| - Louis Aliot - Marie-Christine Arnautu - Nicolas Bay - Dominique Bilde-Pierron - Marie-Christine Boutonnet - Steeve Briois - Aymeric Chauprade | - Mireille d'Ornano - Édouard Ferrand - Sylvie Goddyn - Bruno Gollnisch - Jean-François Jalkh - Жан-Марі Ле Пен - Марін Ле Пен | - Philippe Loiseau - Dominique Martin - Joëlle Mélin - Bernard Monot - Sophie Montel - Florian Philippot - Mylène Troszczynski |

Союз за народний рух (фр. Union pour un Mouvement Populaire)
| - Мішель Алліо-Марі - Alain Cadec - Arnaud Danjean - Michel Dantin - Rachida Dati - Angélique Delahaye - Françoise Grossetête | - Brice Hortefeux - Marc Joulaud - Philippe Juvin - Alain Lamassoure - Jérôme Lavrilleux - Constance Le Grip - Nadine Morano | - Élisabeth Morin-Chartier - Renaud Muselier - Maurice Ponga - Franck Proust - Tokia Saïfi - Anne Sander |

Соціалістична партія (фр. Parti socialiste)
| - Éric Andrieu - Guillaume Balas - Pervenche Berès - Jean-Paul Denanot - Sylvie Guillaume - Louis-Joseph Manscour | - Édouard Martin - Emmanuel Maurel - Gilles Pargneaux - Vincent Peillon - Christine Revault d'Allonnes-Bonnefoy - Isabelle Thomas |

 Екологія Європи (фр. Europe Écologie)
- Жозе Бове
- Karima Delli
- Pascal Durand
- Yannick Jadot
- Eva Joly
- Michèle Rivasi

Демократичний рух (фр. Mouvement Démocrate)
- Marielle de Sarnez
- Sylvie Goulard
- Nathalie Griesbeck
- Robert Rochefort

 Лівий фронт (фр. Front de Gauche)
- Patrick Le Hyaric
- Жан-Люк Меланшон
- Marie-Christine Vergiat

Союз заморських територій (фр. L'union pour les Outremer)
- Younous Omarjee

Новий центр (фр. Nouveau Centre)
- Jean-Marie Cavada

Радикальна партія лівих (фр. Parti radical de gauche)
- Virginie Rozière

Радикальна партія (фр. Parti radical)
- Dominique Riquet

 Темно-синій збір (фр. Rassemblement bleu Marine)
- Jean-Luc Schaffhauser

Суверенітет, незалежність і свобода / Темно-синій збір (фр. Souveraineté, Indépendance et Libertés/Rassemblement Bleu Marine)
- Gilles Lebreton

 Союз демократів та незалежних (фр. Union des Démocrates et Indépendants)
- Jean Arthuis

Незалежні
- Joëlle Bergeron

## Хорватія(11 депутатів)
Хорватська демократична співдружність (хорв. Hrvatska demokratska zajednica)
- Івана Малетич
- Андрей Пленкович
- Давор Іво Штір
- Дубравка Шуїця

Соціал-демократична партія Хорватії (хорв. Socijaldemokratska partija Hrvatske)
- Біляна Борзан
- Тоніно Піцула

Хорватська народна партія — ліберал-демократи (хорв. Hrvatska narodna stranka - liberalni demokrati)
- Йозо Радош

Хорватська селянська партія (хорв. Hrvatska seljačka stranka)
- Маріяна Петір

Хорватська партія права доктора Анте Старчевіч (хорв. Hrvatska stranka prava dr. Ante Starčević) >
- Ружа Томашич

Демократична асамблея Істрії (хорв. Istarski demokratski sabor, італ. Dieta democratica istriana)
- Іван Яковчич

Сталий розвиток Хорватії (хорв. Održivi razvoj Hrvatske)
- Давор Шкрлець

## Чехія(21 депутат)
Так 2014 (чеськ. Ano 2014)
- Martina Dlabajová
- Dita Charanzová
- Petr Ježek
- Pavel Telička

Чеська соціал-демократична партія (чеськ. Česká strana sociálně demokratická)
- Ян Келлер
- Pavel Poc
- Miroslav Poche
- Olga Sehnalová

Традиція Відповідальність Процвітання 09 (чеськ. Tradice Odpovědnost Prosperita 09)
- Luděk Niedermayer
- Stanislav Polčák
- Jiří Pospíšil
- Jaromír Štětina

 Комуністична партія Чехії і Моравії (чеськ. Komunistická strana Čech a Moravy)
- Kateřina Konečná
- Jiří Maštálka
- Мілослав Рансдорф

Християнсько-демократичний союз — Чехословацька народна партія (чеськ. Křesťanská a demokratická unie - Československá strana lidová)
- Pavel Svoboda
- Michaela Šojdrová
- Tomáš Zdechovský

Громадянська демократична партія (чеськ. Občanská demokratická strana)
- Evžen Tošenovský
- Jan Zahradil

 Партія вільних громадян (чеськ. Strana svobodných občanů)
- Petr Mach

## Швеція(20 депутатів)
Соціал-демократична партія (швед. Arbetarepartiet - Socialdemokraterna)
- Jytte Guteland
- Anna Hedh
- Olle Ludvigsson
- Jens Nilsson
- Marita Ulvskog

Партія зелених (швед. Miljöpartiet de gröna)
- Max Andersson
- Bodil Ceballos
- Linnéa Engström
- Peter Eriksson

Помірна коаліційна партія (швед. Moderaterna)
- Anna Maria Corazza Bildt
- Christofer Fjellner
- Гуннар Гокмарк

Народна партія — ліберали (швед. Folkpartiet liberalerna)
- Marit Paulsen
- Cecilia Wikström

Шведські демократи (швед. Sverigedemokraterna)
- Peter Lundgren
- Kristina Winberg

Партія Центру (швед. Centerpartiet)
- Fredrick Federley

Феміністична ініціатива (швед. Feministiskt initiativ)
- Soraya Post

Християнсько-демократична партія (швед. Kristdemokraterna)
- Lars Adaktusson

Ліва партія (швед. Vänsterpartiet)
- Malin Björk